# Eleazar Lezaeta Acharán
Eleazar Lezaeta Acharán (Valdivia, 18 de julio de 1870 - Santiago de Chile, 22 de abril de 1942), ingeniero civil y político chileno. Hijo de Eleazar Lezaeta Roldán y Mercedes Acharán Adriazóla. Se casó con Elena Barriga Silva. Fue hermano del naturista chileno Manuel Lezaeta Acharán.

## Estudios
Sus estudios los hizo en el Colegio de los Sagrados Corazones de Santiago (1880-1887). Pasó luego al Instituto Nacional y posteriormente en la Universidad de Chile se tituló de Ingeniero civil en la Facultad de Ciencias Físicas y Matemáticas, en 1904. Participó de la Escuela de Puentes y Calzadas de París como oyente (1888-1890). Se especializó en Secciones Hidráulicas.

## Profesión
Ingeniero de 2ª sección hidráulica de la Dirección General de Obras Públicas (1895); Ingeniero jefe subsección puentes de la misma dirección (1896); Ingeniero jefe de la Dirección de Ferrocarriles de la Dirección General de Obras Públicas (1898-1902) y Director Interno de Obras Públicas (1901).
Integró la Comisión para informar sobre los alcantarillados de Concepción (1901); Comisionado a liquidar contrato del Canal del Laja con el señor Fernando Larraín Mancheño (1905). 
Enviado a Europa a estudiar la administración de obras públicas (1902). Organizador y director gerente de la Sociedad Estañífera de Llallagua (Bolivia) (1904). Ingeniero de las Obras de Riego del Cerro San Cristóbal de Santiago (1906). 
Gerente de la Sociedad Minera de Oruro (Bolivia) (1907). Consejero de la Caja de Crédito Salitrero (1907). Se dedicó a la docencia de Ingeniería en la Universidad Católica de Chile (1894-1920).

## Política
Militante del Partido Conservador, fue elegido Diputado por Caupolicán en dos períodos consecutivos (1915-1921). Integró en la oportunidad la Comisión de Vías y Obras Públicas de la Cámara de Diputados.
Reelecto Diputado al Congreso de 1930-1934, por la agrupación departamental de Coelemu, Talcahuano y Concepción. Integró en este período la Comisión de Aguas y Obras Hidráulicas. 
El movimiento revolucionario que estalló el 4 de junio de 1932, decretó la disolución del Congreso, con lo cual no pudo concluir su período, retirándose tras ello de la política.

## Otras Actividades
Presidente de la Sociedad de Seguros La Providencia (1923-1931). Ingeniero consultor y Administrador del Cerro San Cristóbal (1925-1927). Comisionado para informar a Caja de Colonización Agrícola sobre mapas de la isla de Chiloé (1936)
Era socio del Club de La Unión; socio fundador del Instituto de Ingenieros de Chile; director del Instituto de Ingenieros (1904-1915). Director y luego “socio perpetuo” de la Sociedad Nacional de Minería.